# Май Наталія Михайлівна
Наталія Михайлівна Май (нар. 25 травня 1968, Свердловськ, нині Довжанськ) — авторка, композиторка і виконавиця. Заслужена артистка України. Керівниця творчого центру Н. Май Полтавського міського будинку культури. Директор благодійного фонду сприяння розвитку культури та підтримки обдарованих дітей та молоді «Горлиця».

## Біографія
Народилась у Свердловську (нині Довжанськ) Луганської області (Україна). У 1980 році переїхала з родиною на Полтавщину, на малу батьківщину своєї матері. З раннього дитинства вона відчувала тягу до української народної пісні, яка передалася їй від бабусі та матері.
У 1985 році Наталія Май закінчила Полтавське державне музичне училище імені М. В. Лисенка, почала писати перші пісні. У 2000 році вийшов її перший аудіоальбом «Василечки», в якому дитячі пісні виконують дочки Наталії Май Олеся та Станіслава. Після першого — виходять такі аудіоальбоми, як: «Свято казки», «Свіча», «А роси падають в траву…», «Самота», «А сорочка мамина біла-біла…». Ці альбоми було перевидано у 2007—2008 роках і було випущено нові.
Дорогою матері пішли її дочки Олеся та Станіслава, які також уже завоювали перші нагороди на фестивалях пісні.

## Творчі здобутки
Свій перший Гран-прі Наталія Май одержала на Всеукраїнському фестивалі «Боромля-2003», який відбувся в серпні 2003 року на Сумщині. У тому ж 2003 році в місті Сватове Луганської області на Міжнародному фестивалі «Слобожанський Спас» вона також виборола Гран-прі, а пісню «Мамина сорочка» було названо найкращою піснею фестивалю.
На Всеукраїнському фестивалі авторської пісні «Обереги України» в місті Кролевець Сумської області у 2004 році Наталія завоювала свій черговий Гран-прі.
Ще один Гран-прі у 2005 році вона отримує на Міжнаціональному фестивалі «Родина» в місті Київ.
У 2006 році родина Май бере участь у міжнародному фестивалі естрадної пісні «На хвилях Світязя» у місті Луцьк. Гран-прі одноголосно присвоєно Наталії Май та її донькам — Олесі і Станіславі, а виступ родини назвали пісенним дивом України. У 2007 році Наталія Май з піснею «Мамина сорочка» перемогла на міжнародному телевізійному фестивалі «Отчий дім» у місті Донецьк, а ще за рішенням громадського журі здобула приз глядацьких симпатій.
23 червня 2009 року Президент України Віктор Ющенко своїм указом постановив присвоїти Ситник Наталії Михайлівні (Наталії Май) почесне звання «Заслужений артист України».
22 січня 2011 року в Бучі відбувся гала-концерт 11-го фестивалю «Прем'єра пісні 2010», на якому Наталію Май було визнано «Найкращим автором пісень».

## Дискографія
| А роси падають... (02.07.2007) Слова і музика Наталії Май | А роси падають... (02.07.2007) Слова і музика Наталії Май | А роси падають... (02.07.2007) Слова і музика Наталії Май |
| #                                                         | Назва                                                     | Тривалість                                                |
| --------------------------------------------------------- | --------------------------------------------------------- | --------------------------------------------------------- |
| 1.                                                        | «А роси падають в траву»                                  | 3:46                                                      |
| 2.                                                        | «Полетим удвох»                                           | 3:20                                                      |
| 3.                                                        | «Пісня про тата»                                          | 3:36                                                      |
| 4.                                                        | «Свято казки»                                             | 3:53                                                      |
| 5.                                                        | «Ти і тільки ти»                                          | 3:39                                                      |
| 6.                                                        | «Свіча»                                                   | 4:42                                                      |
| 7.                                                        | «Лобода»                                                  | 2:59                                                      |
| 8.                                                        | «Золотава осінь»                                          | 3:40                                                      |
| 9.                                                        | «Садочок»                                                 | 2:58                                                      |
| 10.                                                       | «Сопілочка»                                               | 3:31                                                      |
| 11.                                                       | «Річка»                                                   | 3:01                                                      |
| 12.                                                       | «Віночок»                                                 | 2:58                                                      |
| 13.                                                       | «Сорочинський ярмарок»                                    | 3:29                                                      |
| 14.                                                       | «Осінь»                                                   | 3:14                                                      |
| 15.                                                       | «Давайте вип'ємо чарчину»                                 | 3:50                                                      |
| 51:52                                                     |                                                           |                                                           |

| А сорочка мамина біла-біла (03.07.2007) Слова і музика Наталії Май | А сорочка мамина біла-біла (03.07.2007) Слова і музика Наталії Май | А сорочка мамина біла-біла (03.07.2007) Слова і музика Наталії Май |
| #                                                                  | Назва                                                              | Тривалість                                                         |
| ------------------------------------------------------------------ | ------------------------------------------------------------------ | ------------------------------------------------------------------ |
| 1.                                                                 | «Нічкою темною»                                                    | 2:53                                                               |
| 2.                                                                 | «Мамина сорочка»                                                   | 4:16                                                               |
| 3.                                                                 | «На нашій Україні»                                                 | 4:01                                                               |
| 4.                                                                 | «Пролітають роки»                                                  | 3:41                                                               |
| 5.                                                                 | «Зозуля»                                                           | 4:01                                                               |
| 6.                                                                 | «Рідна хата»                                                       | 4:25                                                               |
| 7.                                                                 | «Я бажаю Вам добра»                                                | 4:31                                                               |
| 8.                                                                 | «Лелеченьки»                                                       | 3:31                                                               |
| 9.                                                                 | «На ставочку»                                                      | 2:45                                                               |
| 10.                                                                | «Пісня про маму»                                                   | 4:47                                                               |
| 11.                                                                | «Темна нічка»                                                      | 2:46                                                               |
| 12.                                                                | «Тополя» (муз. Р. Галаган)                                         | 2:47                                                               |
| 13.                                                                | «Кучерики»                                                         | 2:52                                                               |
| 14.                                                                | «Дорога додому»                                                    | 3:31                                                               |
| 15.                                                                | «Квітуча Україна»                                                  | 3:21                                                               |
| 52:15                                                              |                                                                    |                                                                    |

| Гуси-лебеді (13.01.2008) Слова і музика Наталії Май | Гуси-лебеді (13.01.2008) Слова і музика Наталії Май | Гуси-лебеді (13.01.2008) Слова і музика Наталії Май |
| #                                                   | Назва                                               | Тривалість                                          |
| --------------------------------------------------- | --------------------------------------------------- | --------------------------------------------------- |
| 1.                                                  | «Гуси-лебеді»                                       | 4:19                                                |
| 2.                                                  | «Вірю в любов»                                      | 3:47                                                |
| 3.                                                  | «За тобою»                                          | 3:32                                                |
| 4.                                                  | «Дві зорі»                                          | 3:11                                                |
| 5.                                                  | «Не журись»                                         | 3:27                                                |
| 6.                                                  | «Самотня вишня»                                     | 3:06                                                |
| 7.                                                  | «Коли-небудь»                                       | 3:11                                                |
| 8.                                                  | «Мій баян»                                          | 2:41                                                |
| 9.                                                  | «Ти будеш зі мною»                                  | 2:37                                                |
| 10.                                                 | «Моя любов»                                         | 4:40                                                |
| 11.                                                 | «Зачекай»                                           | 3:59                                                |
| 12.                                                 | «На посошок»                                        | 3:53                                                |
| 42:23                                               |                                                     |                                                     |

| Василечки (13.02.2008) Слова і музика Наталії Май | Василечки (13.02.2008) Слова і музика Наталії Май | Василечки (13.02.2008) Слова і музика Наталії Май |
| #                                                 | Назва                                             | Тривалість                                        |
| ------------------------------------------------- | ------------------------------------------------- | ------------------------------------------------- |
| 1.                                                | «Червона калина»                                  | 2:45                                              |
| 2.                                                | «Рідна школа»                                     | 2:45                                              |
| 3.                                                | «Свято казки»                                     | 3:23                                              |
| 4.                                                | «Перший дзвоник»                                  | 2:38                                              |
| 5.                                                | «Вчителі»                                         | 2:47                                              |
| 6.                                                | «Пісня про матусю»                                | 2:59                                              |
| 7.                                                | «Білі гуси»                                       | 2:24                                              |
| 8.                                                | «Дощик»                                           | 2:22                                              |
| 9.                                                | «Василечки»                                       | 2:43                                              |
| 10.                                               | «Мамин вальс»                                     | 3:47                                              |
| 11.                                               | «Промінчик»                                       | 1:35                                              |
| 12.                                               | «Мама і тато»                                     | 2:54                                              |
| 13.                                               | «Колискова»                                       | 3:57                                              |
| 14.                                               | «Донечка»                                         | 2:24                                              |
| 15.                                               | «Кап-кап»                                         | 2:37                                              |
| 16.                                               | «Гномик»                                          | 2:35                                              |
| 17.                                               | «Не давайте суму жити»                            | 3:15                                              |
| 46:53                                             |                                                   |                                                   |

В доробку Наталії Май є ще такі альбоми:
- Наталія Май. Альбом «Пісні для 1-4 класів» (2007 рік).[8]
- Наталія Май. Альбом «Пісні для 5-8 класів» (2007 рік).[9]
- Наталія Май. Альбом «Пісні для 9-11 класів» (2007 рік).[10]
- Наталія Май. Альбом «Самота» (2007 рік).[11]

## Комплекти для шкіл
Збірка «Зелений вітер» (2010 рік):
1. Тільки в нас на Україні
2. Вчителю
3. Пісня на добро
4. Мама
5. Цвітуть сади на Україні
6. Стежина добра
7. Знову дощик
8. Очі сині-сині
9. Дві зорі
10. Мамочка моя
11. Ой горіла в небі зірка
12. З Новим роком, Україна
13. Випускники
14. Падає сніжок
15. Мамина порада
16. Чарівниця осінь
17. Все не так
18. Батьківский поріг
19. Малюки
20. Любов
21. Ти не одна
22. Зачарована весна
23. Два крила
24. Веснянка
25. Захворіла
26. Любов-біда
27. Океан любові
28. Журавка
29. Будь зі мною
30. Виглядаєм сонечко
31. Падали зорі
32. Зима
33. Дівчина русява
34. Мамо, серденько
35. Ясноока ніч
36. Нічкою темною
37. Свято казки
38. Де ти, любове моя
39. Темна нічка
40. Свято мами
41. Веснянка
42. Відпусти моє серце
43. Журавлята
44. Це весна
45. Хороший день
46. Коли впаде зоря
47. На нашій Україні
48. Буде Україна на землі

Збірка «Кришталеві роси» (складається з трьох комплектів пісень):
I комплект:
1. Веселка
2. Я — школярка
3. Пісня про лелеченька
4. Цвіркунчик
5. Колискова для звірят
6. Вчителько моя
7. Букварик
8. Сніжинки
9. Пісня про метелика
10. Хмарка
11. Добрим будь
12. Вірний друг
13. Дід Мороз
14. Канікули
15. Рідна моя земле
16. Пісня про рибалку
17. Різдвяна пісня
18. Весняночки
19. Добра пісня
20. Новорічна пісня
21. Золота зіронька
22. Пісня про добро

II комплект:
1. Дитинство босоноге
2. Донечка Вкраїна
3. Не журися, моя нене
4. Кришталеві роси
5. Святкова пісня
6. Маки червоні
7. Школа, школа, школа
8. Осіння пісня
9. Годі, браття, сумувати
10. Пісня про янголів
11. Де ти, щастя
12. Новий день
13. Спасибі Вам, фронтовики
14. Рок — н - рол
15. Пісня про бабусю
16. А я живу на рідній Україні
17. Сонячні вікна
18. Діва
19. Країна дитячих мрій
20. Пісня про Мамая
21. О, музико
22. Бажання
23. Весняний вальс
24. Будь щасливий

III комплект:
1. Вкраїна калинова
2. Мамо — горлиця
3. Берізка — наречена
4. Батьківська хатина
5. Мамо — любов
6. Серце
7. Відболіла
8. Пісня про щастя
9. Парубки зеленоокі
10. Чорнобильська біда
11. Зачекай
12. Як я тебе люблю
13. Ой, навіщо
14. Казанова
15. Впала ніч
16. Пролітають роки
17. Все мине
18. Милий мій
19. Моя земля
20. Сто доріг
21. Не мовчи
22. Річка
23. Ти будеш зі мною
24. Пісня випускників

Наразі чекають виходу 2 нові збірки для шкіл.